# Chiesa di Santa Maria e San Marcello
La chiesa di Santa Maria e San Marcello, nota anche con il titolo di duomo, è la parrocchiale di San Donato Val di Comino, in provincia di Frosinone e diocesi di Sora-Cassino-Aquino-Pontecorvo; fa parte della zona pastorale di Atina.

## Storia
Il nome della chiesa si trova citato per la prima volta all'epoca delle decime papali del 1308-1310, quando la stessa, insieme alla chiesa di San Felice e a quella di San Cristoforo, versò alla Santa Sede sei tareni (monete d'argento). L'originaria chiesa sandonatese sorse quindi nel XIV secolo.
Nel Cinquecento, la chiesa di San Donato e la chiesa di Santa Maria e San Marcello, ambedue ricettizie, appartenevano da tempo alla Diocesi di Sora-Cassino-Aquino-Pontecorvo, dove la prima era parrocchiale e la seconda arcipretale. Con decreto dato in occasione della visita pastorale di Mons. Tommaso Gigli, vescovo di Sora, del 25 ottobre 1569, si riunirono i benefici curati in un'unica parrocchia sotto il titolo di Santa Maria e San Marcello.
L'edificio venne interessato da un importante rifacimento nel XVIII secolo, allorché si provvide a trasformarlo in stile barocco, con l'ampliamento della navata e la realizzazione delle decorazioni che abbelliscono la facciata e gli interni.

## Descrizione

### Esterno
La facciata a salienti della chiesa, rivolta a sudovest, è suddivisa da una cornice marcapiano abbellita da metope e triglifi in due registri, entrambi scanditi da lesene e semicolonne; quello inferiore presenta i tre portali d'ingresso timpanati, i laterali dei quali sormontati da finestre di forma semicircolare, e quello superiore, affiancato da due volute, è caratterizzato da una finestra e coronato dal frontone.
I fianchi dell'edificio presentano delle finestre a lunetta, attraverso le quali filtra la luce che illumina l'interno. 
Annesso alla parrocchiale è il campanile in pietra a base quadrata, la cui cella presenta su ogni lato una monofora.

### Interno
L'interno dell'edificio si compone di tre navate, separate da pilastri sorreggenti archi a tutto sesto, sopra cui corre il cornicione modanato, sul quale si imposta la volta; al termine dell'aula si sviluppa il presbiterio, rialzato di due gradini, ospitante l'altare maggiore e chiuso dalla parete di fondo piatta.
Qui sono conservate diverse opere di pregio, tra le quali l'organo, costruito su progetto di Cesare II Catarinozzi, e l'urna vitrea contenente le reliquie di Santa Costanza, traslate nel duomo nel 1756.